# バルタサール・イダルゴ・デ・シスネロス
バルタサール・イダルゴ・デ・シスネロス・デ・ラ・トーレ（Baltasar Hidalgo de Cisneros de la Torre, 1756年1月6日 - 1829年6月9日）は、スペインの軍人、政治家、リオ・デ・ラ・プラタ副王領の第11代副王で、またブエノスアイレスに在任した最後の副王である。

## 経歴
1756年にスペインのカルタヘナで生まれた。1770年から海軍について勉強し始めた。スペイン海軍に入隊し、1805年にトラファルガーの海戦に参加した。その戦闘中にマストが折れ頭上に落ちてきてしまい、聴覚障害になってしまった。それ以来"El sordo"(エルソルド：耳がきこえないという意)と呼ばれるようになった。1808年にはナポレオンのスペイン侵攻の反撃軍に参加した。1809年7月、最高中央評議会によってリオ・デ・ラ・プラタ副王領の副王に任命され、ブエノスアイレスに派遣された。だが1810年5月25日に五月革命が起こりプリメラ・フンタが設立されると保守派は立場を失い、副王シスネロスはアウディエンシアの議員たちと共にカナリア諸島に退去した。

## 略歴
- 1805年、トラファルガーの海戦参戦
- 1808年、ナポレオンのスペイン侵攻反撃軍に参加
- 1809年、リオ・デ・ラ・プラタ副王領副王就任
- 1810年5月25日、五月革命により退任